# Chariklo (Tochter des Kychreus)
Chariklo (altgriechisch Χαρικλώ Chariklṓ) ist in der griechischen Mythologie die Tochter des Kychreus aus Salamis.
Sie ist die Gattin des megarischen Räubers Skiron und von diesem die Mutter der Endeis, der Gattin des Aiakos. In manchen Überlieferungen wird Cheiron, der Gatte der Najade Chariklo, anstatt Skiron als Vater der Endeis genannt.